# Deroplia fairmairei
Deroplia fairmairei är en skalbaggsart som först beskrevs av Aurivillius 1922.  Deroplia fairmairei ingår i släktet Deroplia och familjen långhorningar.
Artens utbredningsområde är:
- Djibouti.
- Kenya.

Inga underarter finns listade i Catalogue of Life.